# おおいぬ座カッパ星
おおいぬ座κ星 (κ CMa, κ Canis Majoris) は、おおいぬ座にある4等星の恒星である。
この星は青白色の主系列星である。カシオペヤ座γ型変光星に分類されており、等級は+3.42から+3.97まで変化する。